# Bayan-Agt
Bayan-Agt (mongoliska: Баян-Агт Сум, Баян-Агт) är ett distrikt i Mongoliet.   Det ligger i provinsen Bulgan, i den centrala delen av landet, 400 km väster om huvudstaden Ulaanbaatar.